# Centro nazionale di ricerca epidemiologica e microbiologica N. F. Gamaleja
Il Centro nazionale di ricerca epidemiologica e microbiologica N. F. Gamaleja (in russo Национальный исследовательский центр эпидемиологии и микробиологии имени Н. Ф. Гамалеи?, Nacional’nyj issledovatel’skij centr epidemiologii i mikrobiologii imeni N. F. Gamalei) è un istituto di ricerca della Russia attivo nel campo dell'epidemiologia e della microbiologia. Il centro è intitolato al medico e microbiologo russo Nikolaj Fëdorovič Gamaleja.

## Storia
Fondato nel 1891 come studio chimico e batteriologico privato da Filipp Markovič Bljumental’, il centro è stato trasformato in un vero e proprio istituto di ricerca. Nel 1919 fu nazionalizzato dal governo bolscevico e riformato come "Istituto batteriologico statale del Commissariato del popolo per la salute della Repubblica Socialista Federativa Sovietica Russa" (in russo Государственный бактериологический институт Наркомздрава РСФСР?, Gosudarstvennyj bakteriologičeskij institut Narkomzdrava RSFSR).
Nel 1931 fu trasformato nell'Istituto Centrale di Epidemiologia e Microbiologia del Commissariato del popolo per la salute della RSFSR (in russo Центральный Институт эпидемиологии и микробиологии Наркомздрава РСФСР?, Central’nyj Institut epidemiologii i mikrobiologii Narkomzdrava RSFSR), fondendosi con l'Istituto batteriologico centrale dell'Istituto microbiologico e con i dipartimenti epidemiologici e di disinfezione dell'Istituto sanitario e igienico. Nel 1937 fu trasferito al Commissariato del popolo dell'URSS per la salute.
Con l'inizio della Grande Guerra Patriottica, furono organizzati rami ad Alma-Ata e Sverdlovsk, mentre un folto gruppo di specialisti fu trasferito a Kazan'. Nel 1945 viene riformato come "Istituto di epidemiologia, microbiologia e malattie infettive dell'Accademia sovietica delle scienze mediche" (in russo Институт эпидемиологии, микробиологии и инфекционных болезней АМН СССР?, Institut epidemiologii, mikrobiologii i infekcionnych boleznej AMN SSSR), creato dall'unione di numerosi laboratori dell'Istituto di medicina sperimentale di tutta l'Unione (in russo Всесоюзный институт экспериментальной медицины?, Vsesojuznij institut eksperimental’noj mediciny) e dal dipartimento clinico dell'ospedale Botkin.
Nel 1949 fu rinominato "Istituto di ricerca di epidemiologia e microbiologia dell'Accademia sovietica delle scienze mediche intitolato all'accademico onorario N. F. Gamaleja" (in russo Институт эпидемиологии и микробиологии имени почетного академика Н.Ф.Гамалеи АМН СССР?, Institut epidemiologii i mikrobiologii imeni početnogo akademika N.F.Gamalei AMN SSSR). Nel 1966, l'istituto è stato insignito dell'Ordine della Bandiera rossa del lavoro.
Nel 1992, l'Istituto passò sotto il coordinamento dell'Accademia russa delle scienze mediche. Nel 2001 fu riformato come "Istituto statale di ricerca di epidemiologia e microbiologia dell'Accademia russa delle scienze mediche intitolato all'accademico onorario N. F. Gamalej " (in russo Институт эпидемиологии и микробиологии имени почетного академика Н.Ф.Гамалеи АМН СССР?, Institut epidemiologii i mikrobiologii imeni početnogo akademika N.F.Gamalei AMN SSSR).
Nel 2010, l'istituto assunse la forma societaria di Organizzazione finanziata dallo Stato Federale e nel 2014 è stato trasformato nel Centro federale di ricerca epidemiologica e microbiologica intitolato all'accademico onorario N. F. Gamalej (in russo Федеральный научно-исследовательский центр эпидемиологии и микробиологии имени почетного академика Н.Ф.Гамалеи?, Federal’nyj naučno-issledovatel’skij centr epidemiologii i mikrobiologii imeni početnogo akademika N.F.GamaleiF), formato a seguito dell'unione con l'Istituto di ricerca virologica D. I. Ivanovskij.
Nel 2015, l'Istituto sviluppò il vaccino GamEvac-Combi contro l'ebola e distribuito con licenza dal ministero della salute russo, dopo i risultati clinici e immunogenici ottenuti nelle fasi I e II.
Nel 2017 è stato ribattezzato come "Centro nazionale di ricerca epidemiologica e microbiologica intitolato all'accademico onorario N. F. Gamaleja" (in russo Национальный исследовательский центр эпидемиологии и микробиологии имени почетного академика Н.Ф.Гамалеи?, Nacional’nyj issledovatel’skij centr epidemiologii i mikrobiologii imeni početnogo akademika N.F.Gamalei).
L'11 agosto 2020, il Centro Gamaleja ha registrato il candidato vaccino Gam-COVID-Vac contro il SARS-CoV-2 presso il Ministero della salute della Federazione russa, utilizzando il nome Sputnik V.

## Attività
Il centro Gamaleja si occupa nella ricerca di soluzioni nel campo dell'epidemiologia, della microbiologia medica e molecolare e dell'immunologia infettiva. In particolare, si occupa dello studio di modelli generali e particolari di distribuzione e delle manifestazioni epidemiche delle malattie infettive, la struttura e dinamica di una patologia infettiva nella popolazione, l'emergere, il funzionamento e la manifestazione epidemica di focolai naturali di malattie umane; genetica, biologia molecolare, ecologia e persistenza di microrganismi patogeni; problemi di immunologia generale e infettiva, comprese l'immunoregolazione e l'immunocorrezione, i metodi e i mezzi di diagnosi e prevenzione delle malattie infettive.
L'Istituto è l'organizzazione di base del Consiglio Scientifico del Ministero della salute federale riguardante problematiche microbiologiche, coordina le attività scientifiche di istituti e organi competenti ed implementa programmi di ricerca epidemiologica delle malattie infettive e infezioni nosocomiali, malattie umane naturali, microbiologia medica e genetica, biologia molecolare dei batteri, immunologia infettiva teorica e applicata. Alla base dell'istituto, ci sono 9 centri del Ministero della Salute della Russia (per rickettsiosi, leptospirosi, brucellosi, tularemia, legionellosi, micoplasmosi, clamidia, clostridiosi, borreliosi), la maggior parte dei quali sono gli unici laboratori medici specializzati presenti in Russia. L'Istituto coordina il Dipartimento di Infettivologia dell'Università medica Sečenov.

## Membri importanti
- Adelina-Viktorija Genrichovna Skavronskaja
- Aleksandr Jakovlevič Fridenštejn
- Aleksandr Leonidovič Gincburg
- Aleksej Matveevič Olovnikov
- Anatolij Aleksandrovič Smorodincev
- Denis Jur'evič Logunov
- Dmitrij Konstantinovič L’vov
- Eduard Isaevič Korenberg
- Evgenij Nikanorovič Pavlovskij
- Feliks Ivanovič Eršov
- Garri Izrajlevič Abelev
- Julija Vasil'evna Anan'ina
- Lev Aleksandrovič Zil’ber
- Lev Vasil'evič Gromaševskij
- Michail Petrovič Čumakov
- Natalija Evgev'evna Guseva[11]
- Nikolaj Veniaminovič Kaverin
- Oganes Vagaršakovič Barojan
- Otar Georgevič Andžaparidze
- Pavel Feliksovič Zdrodovskij
- Sergej Grigor'evič Drozdov
- Valentin Dmitrievič Solov’ëv
- Viktor Leont’evič Troickij
- Viktor Mihajlovič Ždanov
- Vladimir Dmitrievič Timakov
- Zinaida Vissarionovna Ermol'eva